# Kentilla
Kentilla is een computerspel dat werd uitgegeven door Micromega. Het spel werd uitgebracht in 1984 voor de Commodore 64. Twee jaar later volgde een release voor de Amstrad CPC en de ZX Spectrum. Het spel is een grafische tekstadventure en is een vervolg op Velnor's Lair.

## Platforms
| Jaar | Platform                  |
| ---- | ------------------------- |
| 1984 | ZX Spectrum               |
| 1986 | Amstrad CPC, Commodore 64 |

## Ontvangst
| Beoordeeld door | Platform     | Datum         | Score |
| --------------- | ------------ | ------------- | ----- |
| Tilt            | Commodore 64 | december 1986 | 67%   |
| Tilt            | Amstrad CPC  | juni 1987     | 45%   |